# Alnus rubra
L'ontano rosso (Alnus rubra Bong.) è un albero deciduo appartenente alla famiglia Betulaceae, nativo del Nord America occidentale (Alaska, Yukon, British Columbia, Washington, Oregon, California, Idaho e Montana).

## Etimologia
L'epiteto specifico rubra deriva dal colore rosso che la corteccia assume se contusa o raschiata.

## Descrizione
Raggiungendo talvolta i 30 m, Alnus rubra è la specie di ontano di maggiori dimensioni in Nord America e una delle specie di Alnus di maggiori dimensioni nel mondo; l'esemplare più alto noto (nella Contea di Clatsop, in Oregon) misura 32 m. In condizioni ordinarie, la sua corteccia è liscia, ha una colorazione a chiazze grigie ed è spesso colonizzata da licheni bianchi e muschio. Le foglie sono ovate, appuntite, e misurano da 7 a 15 cm; il margine fogliare è seghettato e revoluto, caratteristica che permette di distinguere questa specie da tutti gli altri ontani. In autunno, le foglie diventano gialle prima di cadere.
La fioritura avviene all'inizio della primavera. I fiori maschili sono amenti rossastri pendenti, lunghi dai 10 ai 15 cm. Gli amenti femminili si presentano in gruppi da 3 a 8 (di solito tra 4 e 6), e sono eretti durante l'antesi e pendenti per il resto del tempo. Il frutto è legnoso, secco e superficialmente simile a una pigna, lungo 2–3 cm. I semi si sviluppano tra le brattee legnose e vengono liberati tra la fine dell'autunno e l'inverno; il loro margine membranoso ne consente la dispersione per lunghe distanze.

## Biologia
Alnus rubra ospita l'actinomicete azotofissatore Frankia nei noduli delle radici; questo consente all'ontano di crescere nei terreni poveri di azoto.
Nel suo habitat, A. rubra è una specie pioniera in quanto, grazie alla prolifica produzione di semi dispersi dal vento e alla sua predisposizione a germinare su suoli poveri di humus, ricopre rapidamente eventuali aree disboscate da incendi o taglio raso, impedendo spesso alle conifere di stabilirsi. Tali aree possono ospitare da diverse centinaia di migliaia a milioni di plantule per ettaro nel primo anno dopo il disboscamento.
I castori occasionalmente ne mangiano la corteccia, mentre i cervidi si nutrono di foglie e gemme. Numerosi fringuelli mangiano semi di ontano, in particolare le specie Acanthis flammea e Spinus pinus, così come alcuni roditori (Peromyscus sp.).

## Distribuzione e habitat
Il suo areale si estende dal sud-est dell'Alaska al sud della California, quasi sempre entro circa 200 km dalla costa del Pacifico, escludendo un'estensione di 600 km nell'entroterra attraverso Washington, Oregon e il nord del Montana. Questo albero cresce su pendii freschi e umidi; nell'entroterra e all'estremità meridionale del suo areale cresce principalmente lungo i margini dei corsi d'acqua e delle zone umide.
È spesso associato con conifere come Pseudotsuga menziesii, Tsuga heterophylla, Abies grandis, Thuja plicata e Picea sitchensis; lungo le rive dei fiumi cresce spesso insieme a salici, Cornus sericea, Fraxinus latifolia e Acer macrophyllum.
A sud-est del suo areale è sostituito dall'ontano bianco (Alnus rhombifolia), il quale si distingue per il margine non revoluto delle foglie, mentre in alta montagna è sostituito da Alnus alnobetula subsp. sinuata, di dimensioni generalmente inferiori, e ad est della Catena delle Cascate da Alnus incana subsp. tenuifolia.

## Usi

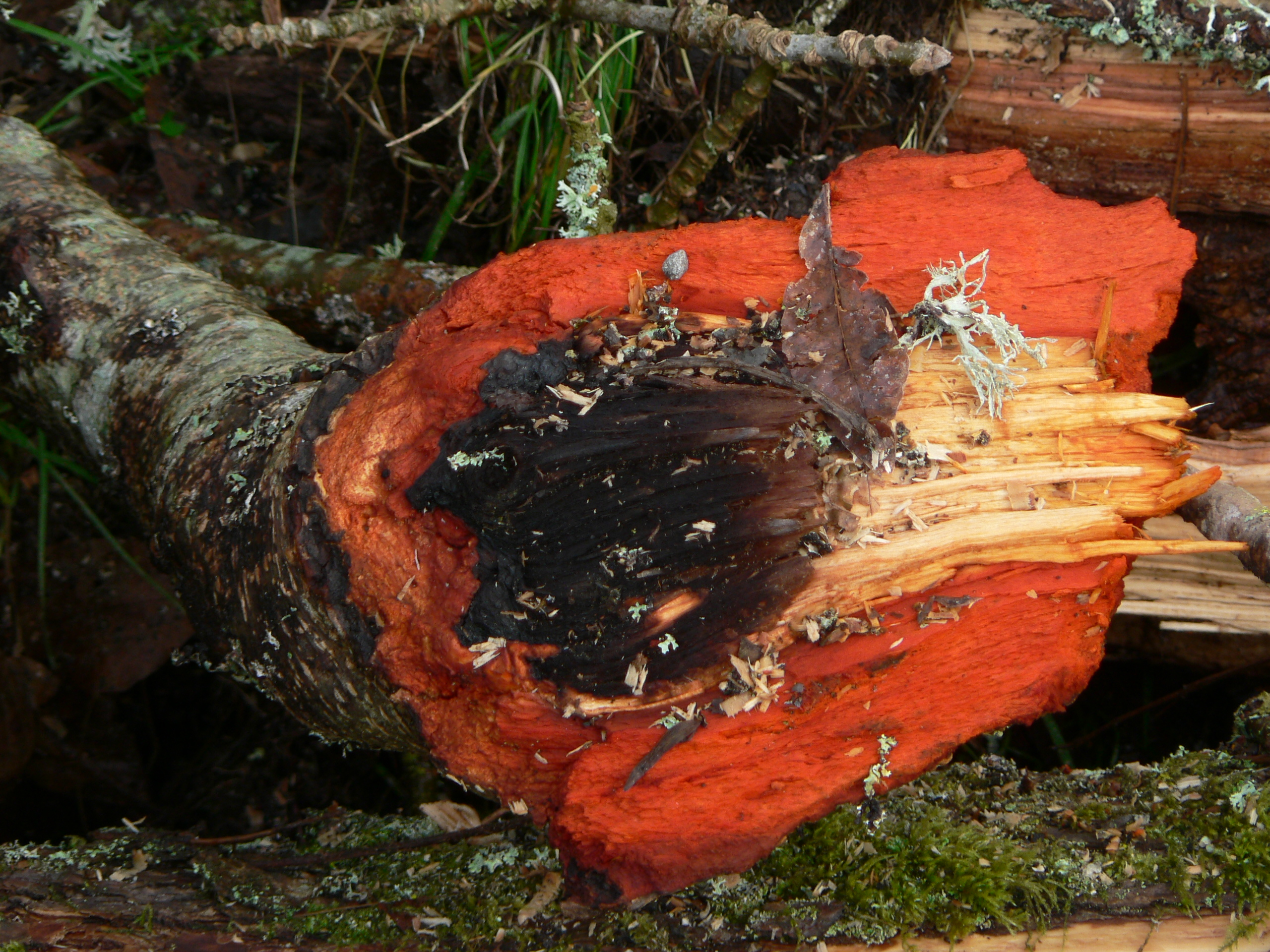
Ramo rotto, è esposta la corteccia rossa

### Come colorante
Una tintura color ruggine può essere ottenuta da un decotto della corteccia. Veniva utilizzata dai nativi americani per tingere le reti da pesca in modo da renderle meno visibili sott'acqua.

### Usi medicinali
I nativi americani usavano la corteccia di ontano rosso per lenire le irritazioni della pelle, incluse quelle dovute a punture di insetti e a Toxicodendron diversilobum (nota anche come poison oak, "quercia velenosa", questa anacardiacea causa una reazione allergica se viene a contatto con la pelle). Gli indiani Piedi Neri usavano un'infusione prodotta dalla corteccia di ontano rosso per curare i disturbi del sistema linfatico e la tubercolosi. Studi clinici hanno dimostrato che l'ontano rosso contiene betulina e lupeolo, composti che si dimostrano efficaci nella cura di diversi tumori.

### Nel rimboschimento
La capacità di rifornire il suolo di azoto e di colonizzare rapidamente aree disboscate rendono A. rubra una specie molto efficiente nel rimboschimento di terreni degradati così come di aree minerarie. Le foglie di ontano, cadute in autunno, si decompongono velocemente per formare un humus arricchito di azoto. L'ontano rosso viene inoltre utilizzato come coltura di rotazione per limitare la diffusione di funghi patogeni delle conifere come Phellinus weirii, agente di marciume radicale e carie bianca.
Questi ontani vengono occasionalmente piantati come alberi ornamentali, solitamente in zone ripariali e su terreno che drena bene; questa specie non prospera su terreni argillosi.

### Nella lavorazione del legno

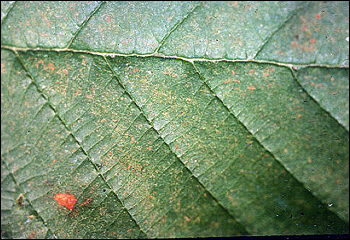
Foglia di ontano rosso, che mostra la tipica decolorazione causata dall'inquinamento da ozono.

Il legname di ontano non è considerato un'opzione durevole per applicazioni esterne, ma per la sua lavorabilità e facilità di finitura è sempre più utilizzato nel campo dell'ebanisteria. Poiché è più morbido di altre latifoglie come l'acero, il noce e il frassino, storicamente il legname di ontano non è stato considerato di grande valore, tuttavia sta diventando una delle alternative più diffuse grazie al minor prezzo.
L'ontano rosso è apprezzato da alcuni costruttori di chitarre elettriche o bassi elettrici per la sua tonalità bilanciata. L'ontano viene inoltre utilizzato dai nativi americani per realizzare maschere, ciotole, maniglie per utensili e altri piccoli beni.
Il legname ha consistenza relativamente morbida, grana fine e lucentezza media; risulta inoltre facile da lavorare, incollare e rifinire. La sua colorazione varia dal marrone chiaro al bianco-rosato.

### Nell'affumicatura del pesce
A causa del suo fumo oleoso, A. rubra è il legno ideale per affumicare il salmone.

### Nel monitoraggio ambientale
L'ontano rosso viene spesso utilizzato come indicatore biologico per localizzare aree soggette all'inquinamento da ozono, poiché le foglie reagiscono alla presenza di alti livelli di ozono sviluppando decolorazioni marroni-rossastre o violacee.

## Silvicoltura
Nel nord-ovest Pacifico l'ontano rosso è di gran lunga il legno più prezioso in termini di diversità di prodotti, valore commerciale e occupazione manifatturiera, e con i suoi 210 milioni di metri cubi rappresenta il 60% del volume totale della produzione di legno duro.
L'aumento del valore dei tronchi di ontano, combinato con una migliore comprensione del ruolo ecologico della specie, ha portato alcuni gestori del territorio a tollerare e, in alcuni casi, a gestire l'ontano. Visto che la maggior parte dei terreni forestali nel nord-ovest è gestita per incentivare la crescita delle conifere e che l'ontano rosso può impedire a queste di stabilirsi, più di 80.000 ettari di bosco sono irrorati con erbicidi ogni anno nel solo Oregon per controllare questa specie e altri alberi che entrerebbero in competizione con le conifere. L'utilizzo di erbicidi in vaste aree costiere dell'Oregon e di Washington ha portato a una serie di cause legali: tale gestione del territorio avrebbe infatti causato diversi problemi di salute agli abitanti, e le sostanze utilizzate potrebbero inoltre essere causa di malattie congenite.
Oltre per aggiungere azoto nel suolo, le coltivazioni di ontano rosso vengono utilizzate per limitare la diffusione di funghi patogeni nelle foreste di abeti di Douglas e per ridurre i danni del curculionide Pissodes sitchensis ai pecci di Sitka nella Penisola Olimpica. L'ontano continua ad attirare l'interesse man mano che i prezzi dei tronchi si avvicinano e spesso superano quelli dell'abete di Douglas. Questo interesse è limitato dalla produttività totale dell'insediamento di ontano rosso, che è significativamente inferiore a quella dell'abete di Douglas e della tsuga occidentale.

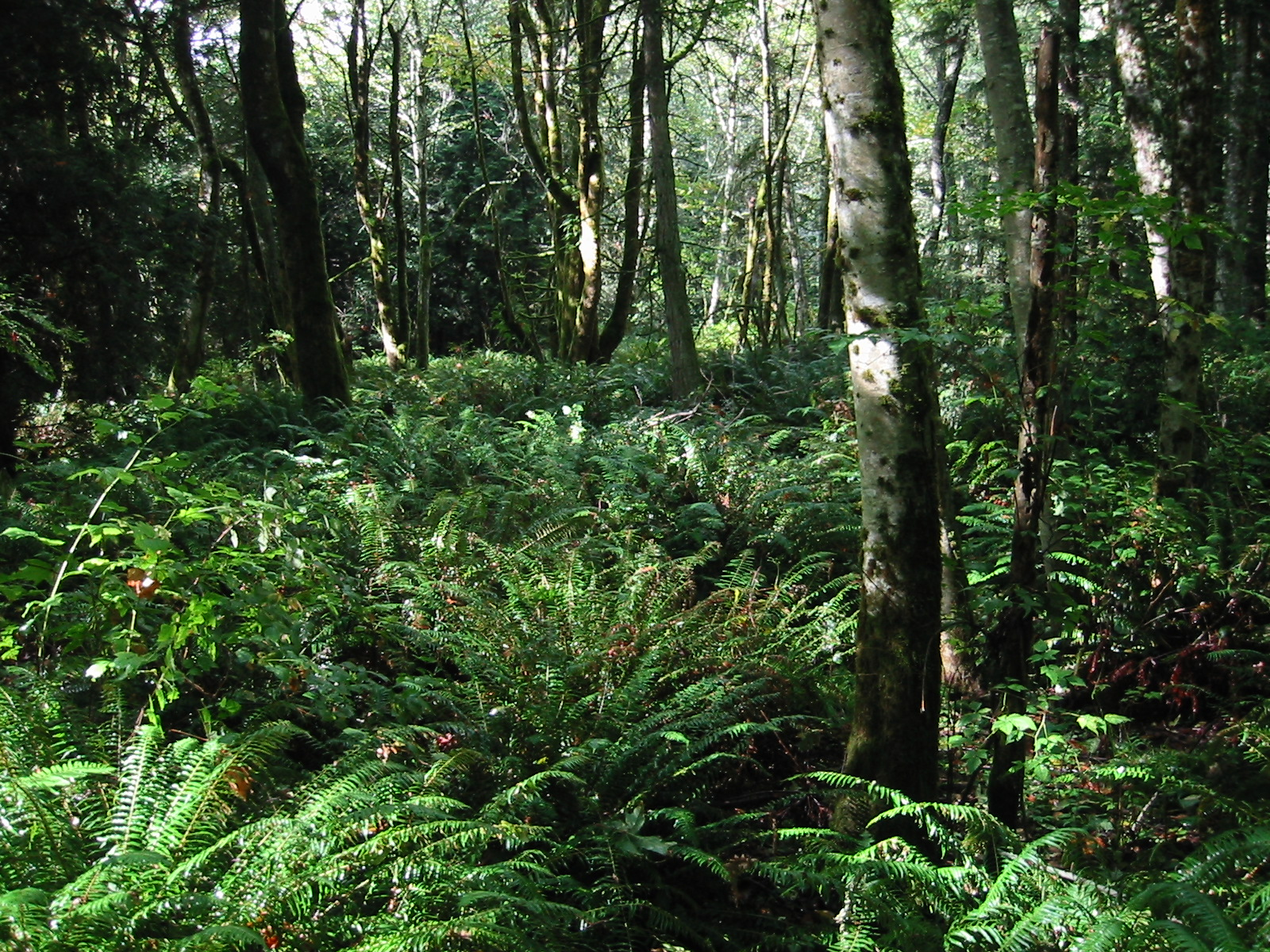
Foresta di ontano rosso, tsuga occidentale e Acer macrophyllum

## Galleria d'immagini

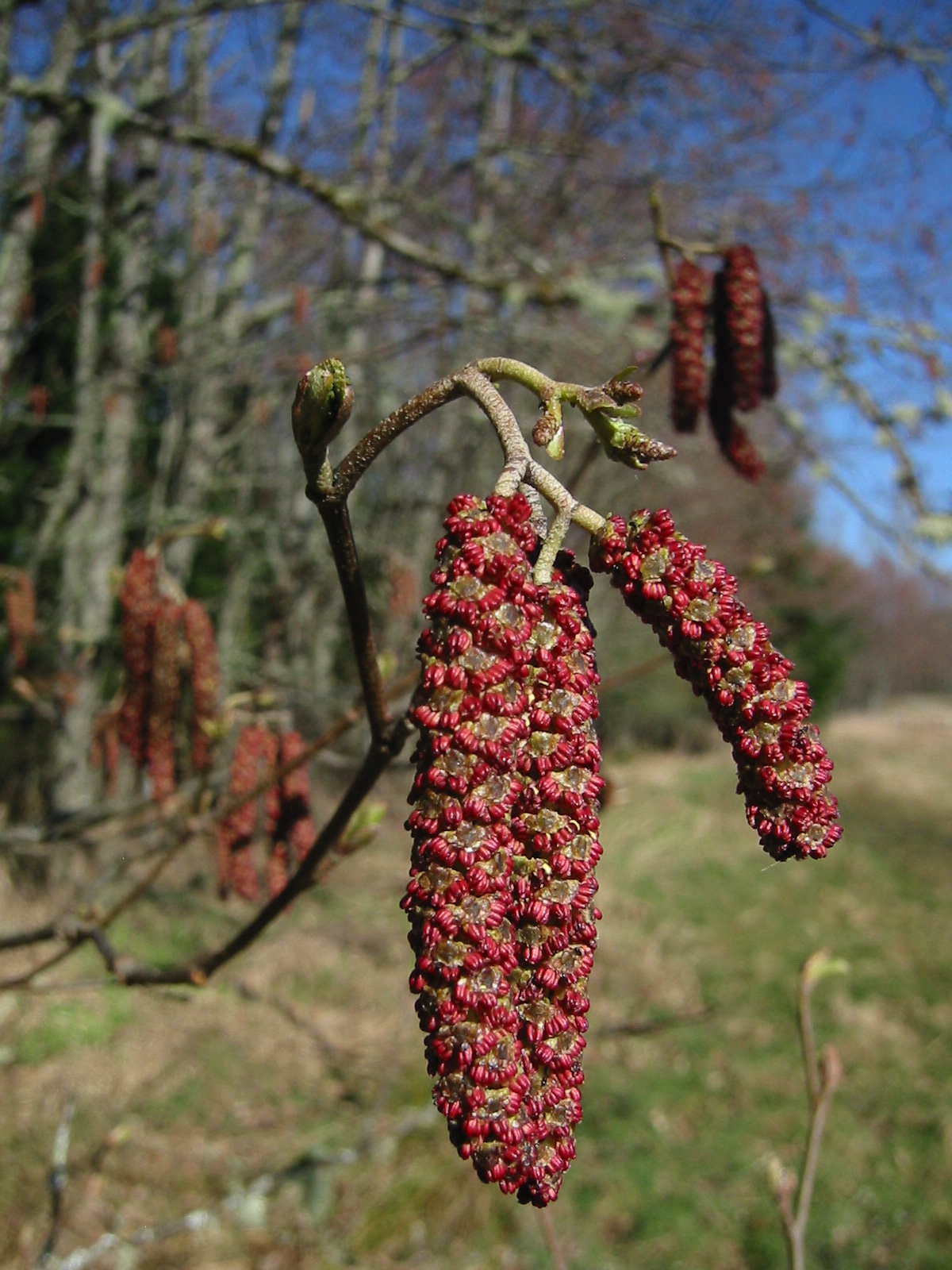
Amenti maschili (sotto) e femminili (sopra)
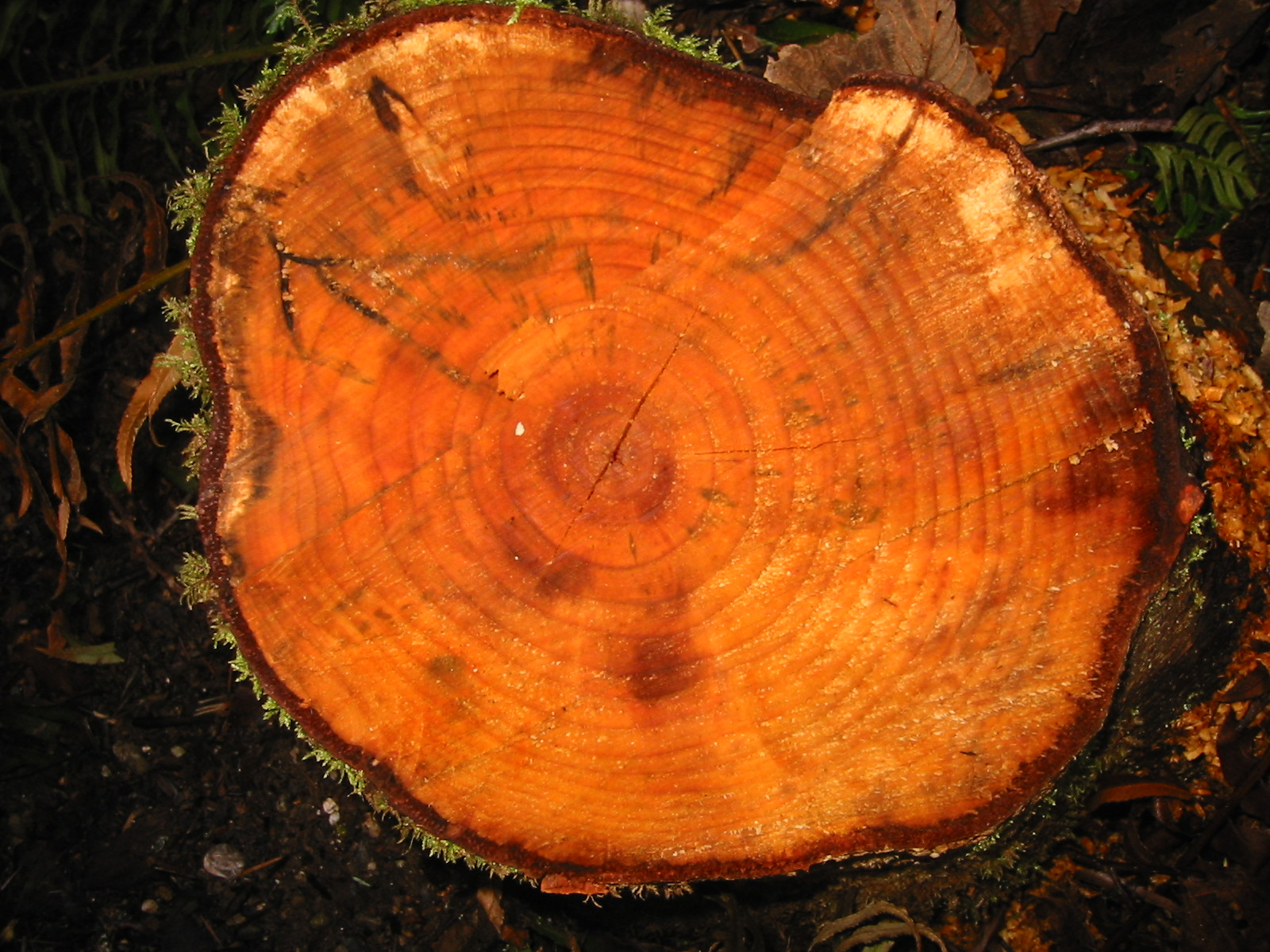
Ceppo
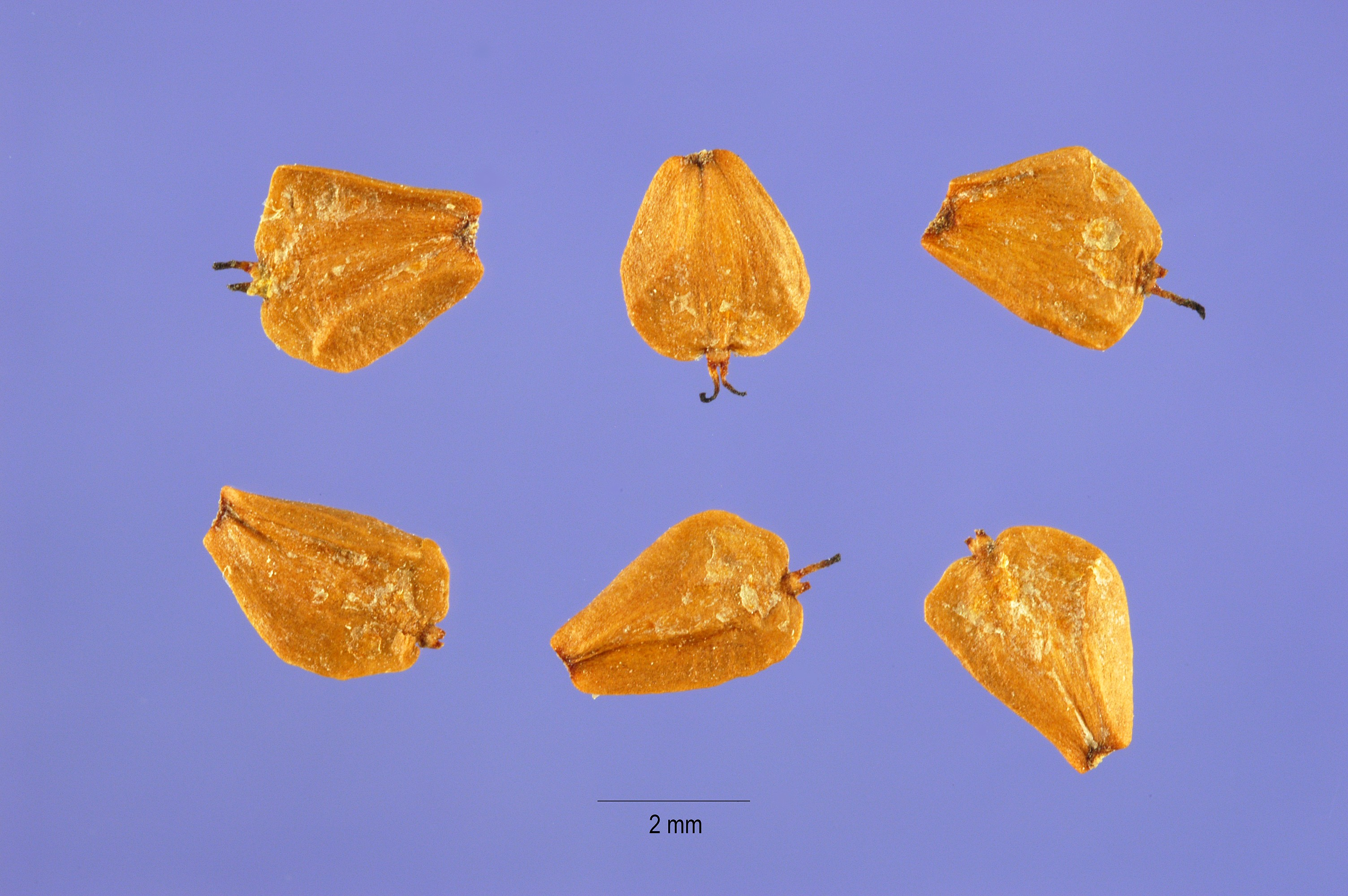
Semi
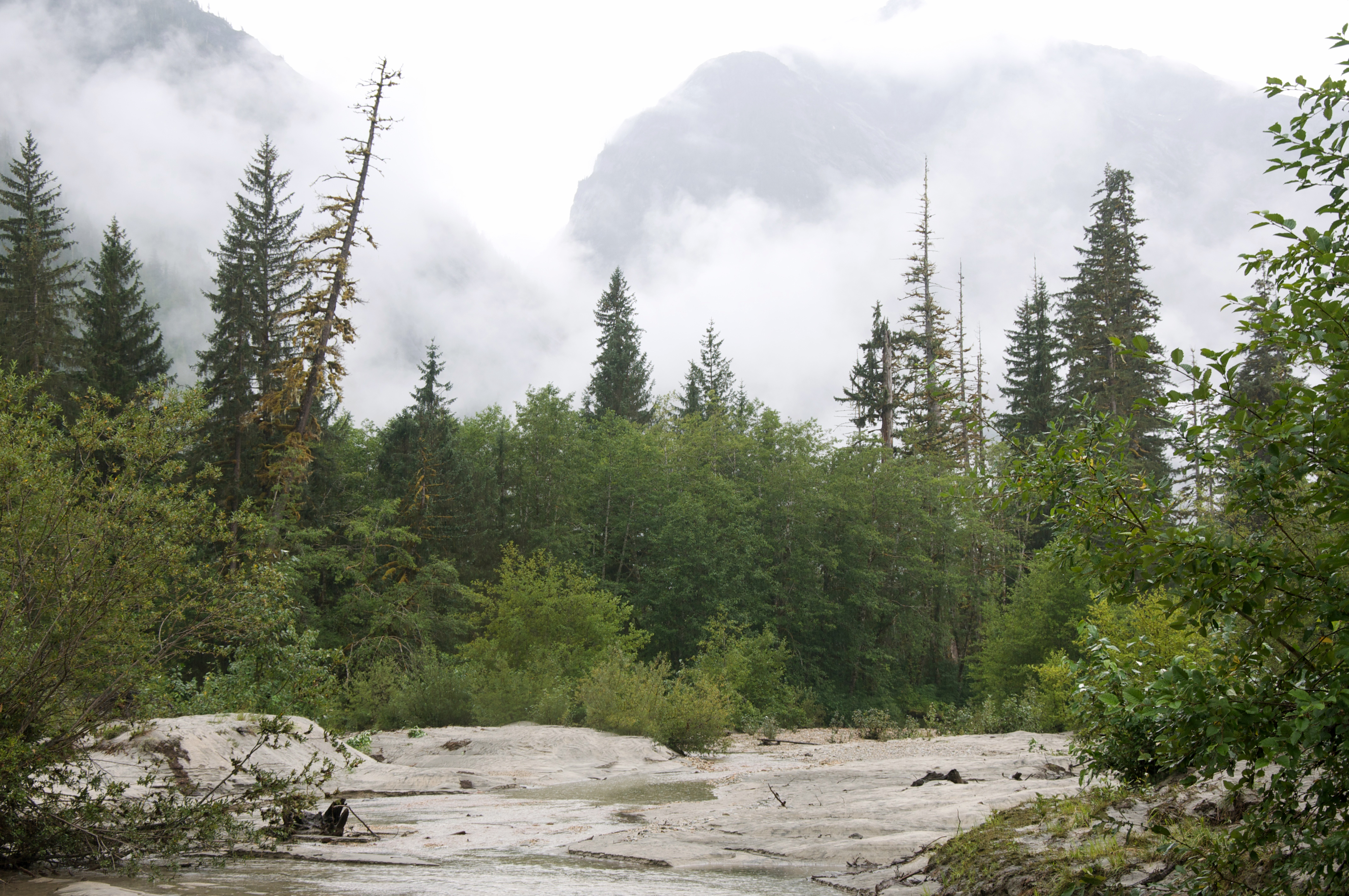
Habitat nella Columbia Britannica